# Landesjugendvertretung
Die Landesjugendvertretung (LJV) ist ein selbständiger Jugendverband zur Vertretung ehrenamtlicher Jugendmitarbeiter innerhalb der Evangelischen Kirche von Westfalen (EKvW). Mitglied können nur Jugendliche und junge Erwachsene werden. Die Mitgliedschaft endet automatisch mit dem 26. Geburtstag. Von den Mitgliedern darf laut Satzung kein Beitrag erhoben werden, der Verein mit Sitz in Bochum finanziert sich über Spenden und Projekte. Die LJV ist entstanden, nachdem sich die Synode der EKvW 1997 mit dem Schwerpunktthema „Kinder - Jugend - Kirche“ befasst hatte. 

## Aufgaben
Der Zweck des Vereins (§ 2 II der Satzung) wird insbesondere verwirklicht durch
- praktische Hilfe in allen Fragen der evangelischen Jugendarbeit
- Fortbildungsangebote für Jugendliche und Jugendmitarbeiter
- Aufbringung von Mitteln zur Entlastung bei den finanziellen Eigenleistungen der Fortbildungsteilnehmer
- Förderung partizipatorischer und demokratischer Strukturen innerhalb der Evangelischen Kirche von Westfalen (EKvW) und der Gesellschaft
- Förderung selbstbestimmter Organisationsformen für Kinder und Jugendliche
- Unterstützung der Konfirmandenarbeit
- Förderung von Kindergottesdienst und Jugendgottesdienst
- Stellungnahmen zu Fragen der Jugendarbeit und Jugendpolitik
- Beteiligung an Jugendveranstaltungen der EKvW
- Beteiligung an und Initiierung von Projekten der Jugendarbeit
- Organisation von Treffen ehrenamtlicher Mitarbeiter
- Schaffung und Ausbau von jugend- und zeitgemäßen Kommunikations- und Informationsstrukturen
- nationalen und internationalen Jugendaustausch
- aktives Eintreten gegen jede Form der Diskriminierung, insbesondere Rassismus und Fremdenfeindlichkeit
- aktives Eintreten für die freiheitlich-demokratische Grundordnung und das Verantwortungsbewusstsein des Einzelnen
- sowie die Teilnahme am konziliaren Prozess für Frieden, Gerechtigkeit und die Bewahrung von Gottes guter Schöpfung.

## Kampagnen und Themen
- Wahlalter: Im Rahmen der Forderung nach einer Senkung des Wahlalters bei den Kirchenvorstandswahlen rief die LJV 1999 zu einem flächendeckenden Konfirmanden-Streik auf.
- Ideen zur Reform der evangelischen Kirche sammelte die LJV mehrere Jahre – auch auf der Landessynode – mit der provokativen Frage: „Heute schon genagelt?“ (in Anspielung an Luthers 95 Thesen)
- Seit der Gründung gibt es den "Gottesdienst-Check"; bei LJV-Treffen gehen die Jugendlichen sonntags in verschiedene Gottesdienste und bewerten diese auf ihre "Jugendverträglichkeit".
- Als rein ehrenamtlicher Jugendverband wird die LJV oft als Gegenpol zu Hauptamtlichen bzw. von Erwachsenen dominierten Entscheidungsgremien gesehen.
- Im Mai 2007 stellte die LJV ein ausführliches Modell zur Jugendbeteiligung an Kirchenentscheidungen nach dem Verfahren der Planungszelle vor.[1]

## Personen
Bisherige Vorsitzende der LJV:
- Marc Zedler (1998–1999)
- Christoph Urban (1999–2003)
- Jens Wollesen (2003–2004)
- Caroline Peters (2004–2008)
- Lale Eckardt (2008–2010)
- Caroline Peters (2010–2012)
- Katharina Bloemberg (seit November 2012)

Dem derzeitigen Vorstand gehören ferner an: Daniel Klinkmann (stellv. Vorsitzender), Katharina Viereck, Corinna Donath und Caroline Peters.
Gründer der LJV ist Timo Rieg, der die Idee eigenständiger Jugendvertretungen bereits 1992 in seinem Buch „Artgerechte Jugendhaltung“ vorgestellt und schließlich auf der Landessynode 1997 auch für Westfalen präsentiert hatte. Wegen der Altersbegrenzung gehörte Timo Rieg jedoch nie selbst der LJV an.

## Verbund
Die LJV ist Mitglied der Jugendkammer und der Evangelischen Jugendkonferenz von Westfalen (EJKW).